# کانسای نرولاک
کانسای نرولاک (انگلیسی: Kansai Nerolac) شرکت صنایع شیمیایی هندی است، که در سال ۱۹۲۰ در بمبئی تأسیس شد. Kansai Nerolac Paints Limited بزرگترین شرکت رنگ صنعتی و سومین شرکت بزرگ رنگ‌های تزئینی هند و یکی از شرکت‌های تابعه Kansai Paint ژاپن است. از سال 2015، این شرکت دارای سومین سهم بازار بزرگ با 15.4 درصد در صنعت رنگ هند بوده است. 